# الشراع
الشراع روزنامه هفتگی عربی است که به در بیروت لبنان چاپ می‌شود. این مجله قدیمی‌ترین نشریه در لبنان است.
الشراع در سال ۱۹۴۸ میلادی آغاز به کار کرد. این نشریه در بیروت چاپ می‌شد این نشریه گرایش‌های طرفدارانه از سوریه را دارد.
برای اولین بار، این نشریه زمانی به جراید آمریکایی راه یافت که در مورد معامله پنهانی فروش اسلحه ایالات متحده آمریکا به جمهوری اسلامی ایران (که بعدها به رسوایی ماجرای مک‌فارلین منجر شد) گزارش نوشت. تاریخ گزارش این خبر، ۳ نوامبر ۱۹۸۶ بود.